# Richtungswechselbetrieb
Der Begriff Richtungswechselbetrieb bezeichnet das wechselseitige Befahren von Fahrstreifen beider Verkehrsrichtungen. Mit Hilfe von Wechselverkehrszeichen kann dem Verkehr die Benutzbarkeit des Fahrstreifens angezeigt werden. Der Richtungswechselbetrieb ist nur für Strecken sinnvoll, bei denen zu festen Tageszeiten stark unterschiedliche Verkehrsströme abgewickelt werden. So erfährt beispielsweise eine Ein- und Ausfallstraße morgens eine starke Verkehrsbelastung in Richtung Stadtmitte, wogegen sich diese Belastung am Nachmittag umdreht. Um den Verkehrsablauf in diesem Falle zu verbessern, kann der verkehrlich stärker belasteten Fahrtrichtung vorübergehend ein Fahrstreifen von der verkehrlich geringer belasteten Fahrtrichtung überlassen werden. Die Einrichtung des Richtungswechselbetriebs ist nur möglich, wenn die geringer belastete Fahrtrichtung nicht übermäßig benachteiligt wird und sich deutlich unterscheidende Fahrzeugströme über den Tag auftreten. Wechselfahrstreifen werden nach der Zeichnung A-5 des Protokolls vom 1. März 1973 über Straßenmarkierungen durch eine unterbrochene Doppellinie gekennzeichnet.